# Liste der Monuments historiques in Magnet (Allier)
Die Liste der Monuments historiques in Magnet (Allier) führt die Monuments historiques in der französischen Gemeinde Magnet auf.

## Liste der Bauwerke
| Bezeichnung                                    | Beschreibung                    | Standort | Kennzeichnung | Schutzstatus | Datum | Bild |
| ---------------------------------------------- | ------------------------------- | -------- | ------------- | ------------ | ----- | ---- |
| Château de Noailly (Fotos in der Base Mérimée) | Schloss aus dem 15. Jahrhundert | (Lage)   | PA00093145    | Inscrit      | 1933  |      |